# Neomammillaria obscura
Neomammillaria obscura là một loài thực vật có hoa trong họ Cactaceae. Loài này được (Hildm.) Britton & Rose mô tả khoa học đầu tiên năm 1923.